# Nanxi

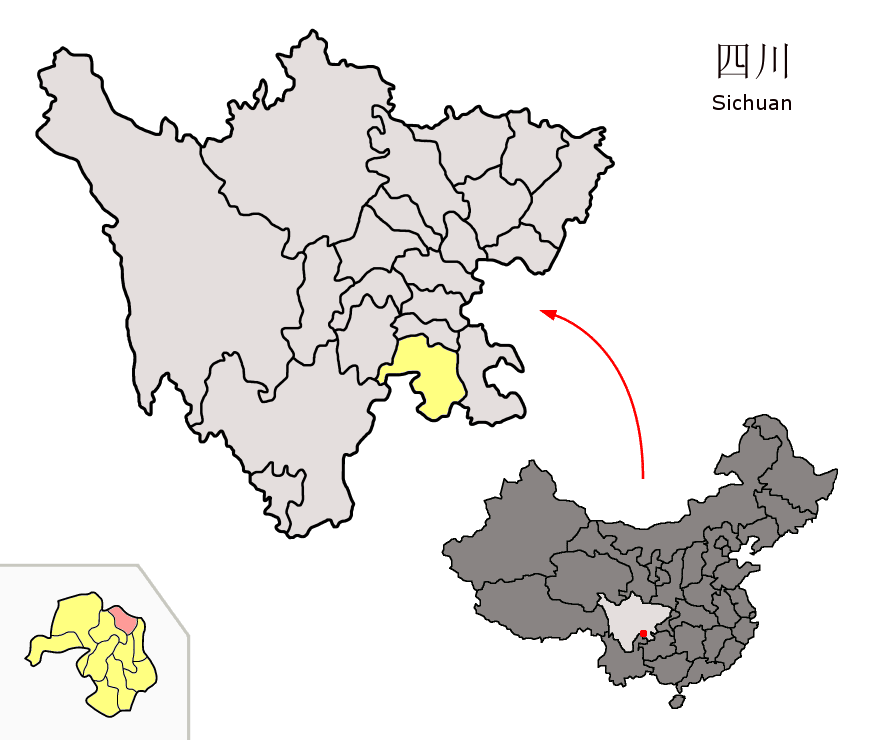
Lage des Stadtbezirks Nanxi (rosa) in der bezirksfreien Stadt Yibin (gelb).

Nanxi (chinesisch 南溪区, Pinyin Nánxī Qū) ist ein Stadtbezirk der bezirksfreien Stadt Yibin im Südosten der südwestchinesischen Provinz Sichuan. Er hat eine Fläche von 530,7 km² und zählt 332.796 Einwohner (Stand: Zensus 2020).

## Administrative Gliederung
Auf Gemeindeebene setzt sich der Kreis aus neun Großgemeinden und sechs Gemeinden zusammen. 